# Heilig-Hartkapel (Brunssum)

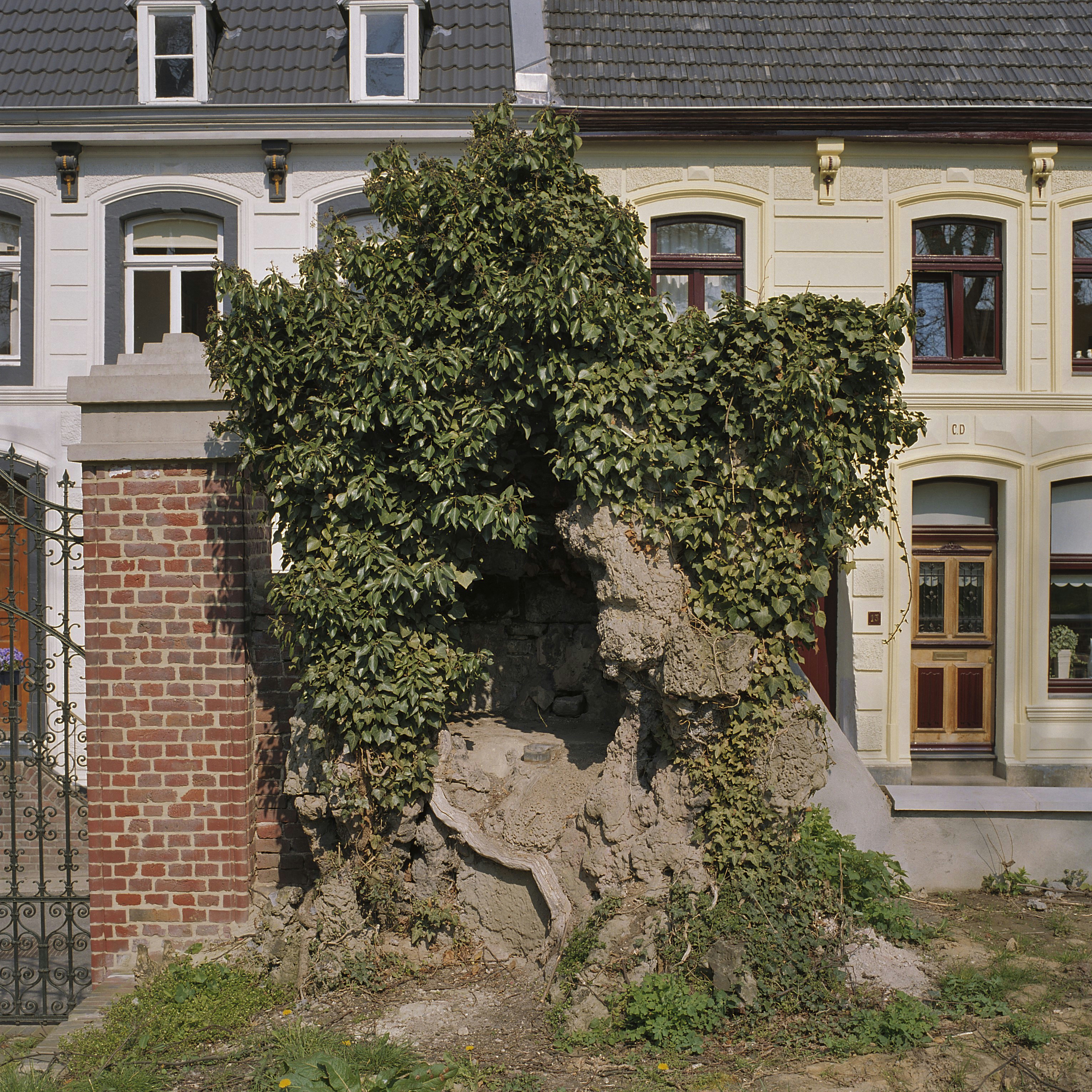
De kapel in 2004

De Heilig-Hartkapel is een kapel in Onderste Merkelbeek in de Nederlandse gemeente Brunssum. De kapel staat aan de Groeneweg op het Clemensdomein ten noorden van de Sint-Clemenskerk. Tussen de kapel en de kerk ligt de Lourdesgrot Clemensdomein.
De kapel is gewijd aan het Heilig Hart van Jezus.

## Geschiedenis
Tussen 1884-1891 werd de kapel gebouwd door M.J. Palmen, burgemeester te Merkelbeek.

## Gebouw
De kapel is een Heilig-Hartgrot die tegen de voormalige kerkhofmuur gebouwd is. De grot is opgetrokken is grijs ruw beton met aan de zijde van de kerk een nis die wordt afgesloten met een zwart spijlenhek. In de nis staat een polychroom Heilig Hartbeeld.